# Amalia Paulson
Erika Amalia Paulson, född 29 juni 1836 i Sankt Nikolai församling, Stockholms stad, död 21 mars 1921 i Klara församling, Stockholms stad, var en svensk ballerina. 

## Biografi
Paulson var elev vid Kungliga Baletten 1845. Hon blev sekonddansös 1857, premiärdansös 1870-1887, instruktör vid baletten 1887-88 och lärare vid Dramatens elevskola 1890. 
Bland hennes roller fanns Kirsti i »Brudfärden i Hardanger», Johanna i »Kermessen i Briigge», Lise i »En dröm», i »La jardiniére» samt i »Wilhelm Tell», »Leonora» och »Stradella».
Hon räknades som en av de främsta nio ballerinorna vid Kungliga Baletten tiden 1864-1901, jämsides Amanda Forsberg, Hilda Lund, Agnes Christenson, Gunhild Rosén, Cecilia Flamand, Jenny Brandt,  Anna Westberg och Victoria Strandin.

## Fotnoter
1. 1 2 3 4  Sveriges dödbok 1815–2022, nionde utgåvan, Sveriges Släktforskarförbund, december 2023.[källa från Wikidata]
2. ↑  Sveriges dödbok 1815–2022, nionde utgåvan, Sveriges Släktforskarförbund, december 2023, Påhlson, Erika Amalia
(1836-06-29)
Rote 2?